# Spiżarnia

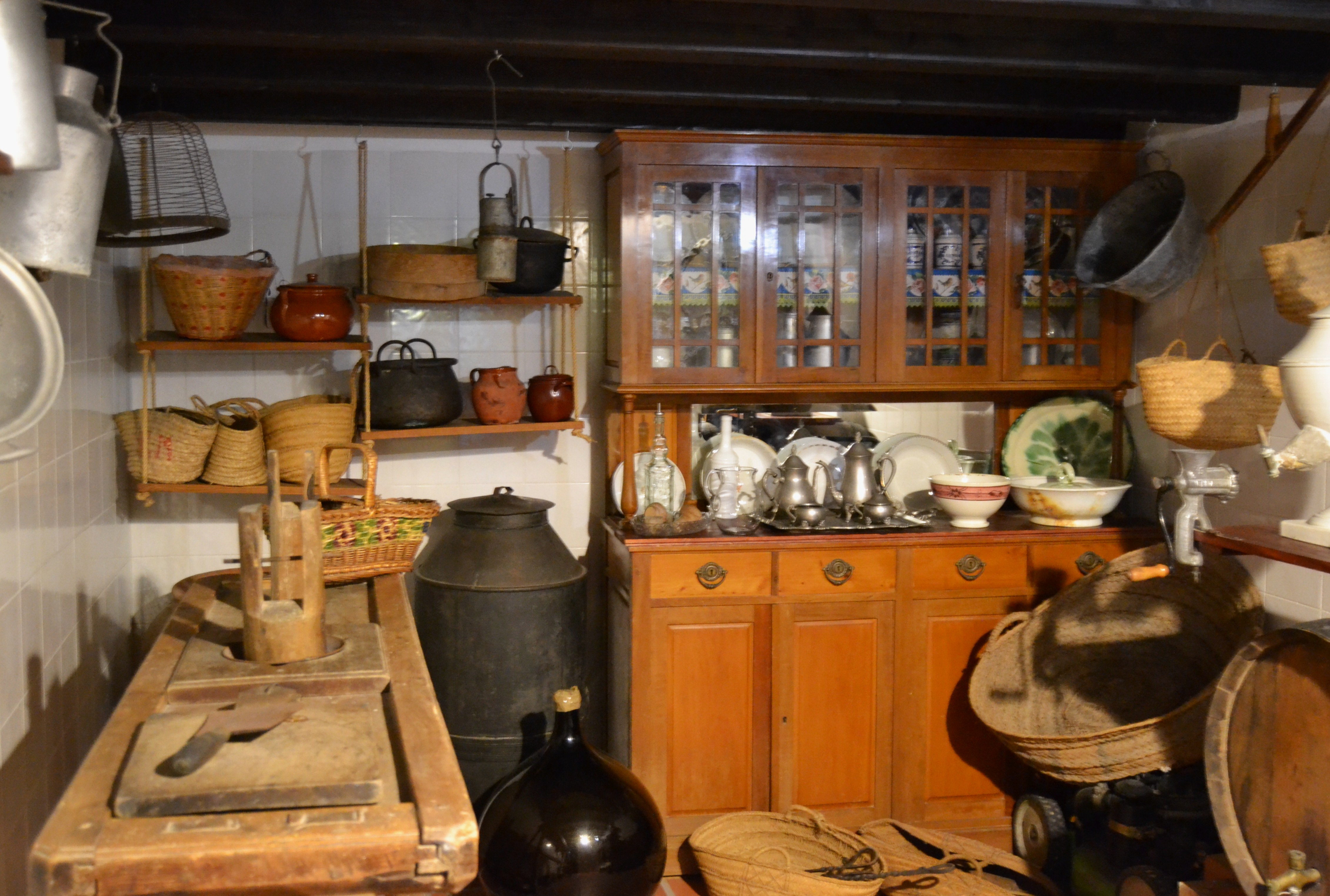
Spiżarnia

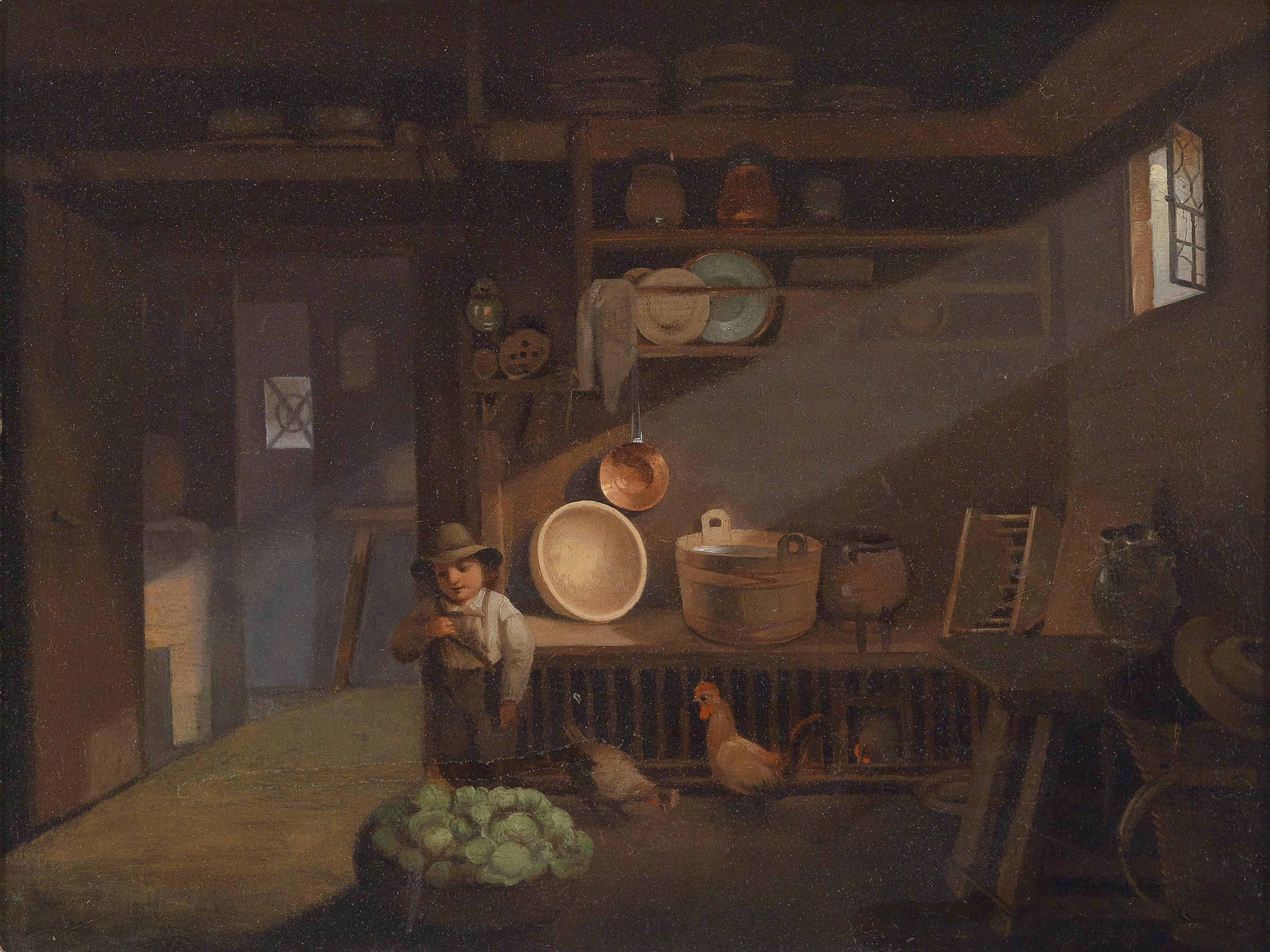
Komora z żywnością (1837)

Spiżarnia – pomieszczenie, w którym przechowuje się żywność i potrawy do spożycia. Do przechowywania żywności służą półki lub regały, a do ochrony przed szkodnikami skrzynki, kosze, kamionki do owoców i warzyw. W spiżarniach przechowuje się np. smalec i masło, zakonserwowane przetwory, mięso i mleko, soki owocowe, jajka, chleb, wysuszone grzyby i inne produkty. Wcześniej w komorach wędzono produkty do codziennego spożytku, wieszano je prawie przy suficie pomieszczenia. Wędzono np. szynkę, kiełbasę, boczek lub dziczyznę. Nie bez powodu wieszano mięso tak wysoko, po pierwsze chciano, żeby kiełbasa i szynka zachowały się w dobrym stanie, po drugie utrudniało to dostęp szkodnikom takim, jak myszy i szczury.
Komora żywnościowa musi być łatwo dostępna, może tam się znajdować stół drewniany i szafka na ścianie. W dzisiejszych czasach, w nowych budowlach, rezygnuje się ze spiżarni, ponieważ nie są one już potrzebne. Żywność przechowuje się w lodówkach lub zamrażarkach. 

## Konstrukcja, położenie w budynku
Spiżarnie muszą mieć możliwość wentylacji. Kiedyś pomieszczenia w domach były bardzo wysokie i posiadały bardzo często komory żywnościowe z małym oknem. Wielkość wykorzystywano do umieszczenia jak największej ilości regałów lub żeby mieć lepsze połączenie z kanałem wentylacyjnym. Takie spiżarnie są latem zimniejsze niż pomieszczenia z dużym oknem i nagrzewają się (to zależy, z jakiego materiału zbudowano budynek) z opóźnieniem. Najlepiej, jeśli taka komora znajduje się w północnej części budynku. Poza tym powinno być w niej w miarę możliwości bardzo ciemno i zawsze nocą przewietrzone, dobrze by było utrzymać stałą temperaturę w pomieszczeniu, wtedy nasze zapasy tak szybko się nie zepsują. Takie pomieszczenia muszą być czyste; dobrze, gdy podłoga jest wyłożona kafelkami albo linoleum.